# Palais des sports de Riazor
Le Palais des sports de Riazor (en espagnol, Palacio de los Deportes de Riazor) est une salle de sports couverte propriété de la municipalité de La Corogne. Sa capacité est de 4 425 spectateurs.
C'est là que plusieurs équipes de La Corogne jouent leurs matchs (HC Liceo, Club Basquet Coruña). La salle se trouve à proximité du Stade de Riazor.